# Kelurahan Rorotan
Kelurahan Rorotan är en administrativ by i Indonesien.   Den ligger i provinsen Jakarta, i den västra delen av landet, 15 km nordost om huvudstaden Jakarta.